# Sebastiano Pinna
Sebastiano Pinna (Cagliari, 9 aprile 1971) è un allenatore di calcio ed ex calciatore italiano, di ruolo centrocampista.

## Carriera

### Giocatore
Nella stagione 2003-2004 ha ottenuto una promozione in Serie A con la maglia del Cagliari.

### Allenatore Porto Torres
Dopo l'addio al calcio giocato, nel luglio 2011 ricopre la carica di coordinatore tecnico del settore giovanile del Porto Torres allora in Serie D.
Il 7 novembre dello stesso anno fa il suo debutto come allenatore della prima squadra, in sostituzione del tecnico Gianluca Hervatin,  chiudendo al sesto posto.
Viene confermato anche per l'anno seguente sempre in serie D, dove si piazzerà al 12º posto.
Guspini Terralba
Dopo un anno di pausa il 19 febbraio 2015 Pinna assume l'incarico di allenatore dell'Unione Sportiva Guspini Terralba, in Promozione Sarda, portando la sua squadra ad un tranquillo decimo posto.
Grazie agli ottimi risultati, Pinna verrà riconfermato anche per l'annata successiva riuscendo ad arrivare al 6º posto.
Sotto la sua guida, nel campionato 2016-17, il Guspini Terralba arriverà terzo in classifica ma, grazie alla vittoria per 1-0 nella finale play-off di Promozione sul Sorso, otterrà la promozione in Eccellenza.
Castiadas
Il 2 luglio 2017 diventa l'allenatore del Castiadas, conquistando in quell'anno la promozione in serie D con undici punti di distacco sulla seconda in classifica. Nonostante ciò le strade tra il tecnico e il sodalizio biancoverde si separano.
Ferrini e Costa Orientale Sarda
Nel dicembre del 2018 assume la guida della Ferrini, al posto di Enzo Zottoli,sempre in Eccellenza Sarda. Riuscito a raddrizzare il campionato viene confermato alla guida della squadra anche per la stagione 2019-2020,che viene chiusa in anticipo causa coronavirus, con il club al sesto posto. Il sodalizio Cagliaritano, in estate, decide di rinnovargli la fiducia anche per la stagione successiva. La stagione 2020-21 viene stoppata per qualche mese, ancora causa COVID, però alla ripresa, la società è tra quelle che prendono la decisione di tornare in campo direttamente alla stagione successiva. Nell'annata 2021-22 la squadra di Pinna raggiunge una storica semifinale playoff(Persa contro il Taloro Gavoi). Risultato che gli vale l'ennesima conferma. L'annata successiva vede la formazione cagliaritana arrivare sempre in zona playoff (annullati per il divario di punti creato dalle due battistrada Latte Dolce e Budoni). Il 5 novembre 2024, con la squadra al penultimo posto in classifica con appena sette punti conquistati in otto giornate di campionato, rassegna le dimissioni.
Dopo appena una settimana torna in panchina. Infatti, la Costa Orientale Sarda, squadra ultima in classifica nel Girone G di Serie D, lo annuncia come nuovo allenatore al posto dell'esonerato Francesco Loi.   L'8 febbraio seguente, alla vigilia della gara contro il Guidonia, la società comunica di averlo sollevato dall'incarico.

## Palmarès

### Giocatore

#### Competizioni nazionali
- Serie C2: 1

Torres: 1999-2000

#### Competizioni regionali
- Promozione: 1

Torres: 2008-2009

### Allenatore

#### Competizioni regionali
- Eccellenza Sardegna: 1

Castiadas: 2017-2018